# Fuente Úrbel
Fuente Úrbel, o también Fuente Úrbel del Tozo, es una localidad situada en la provincia de Burgos, comunidad autónoma de Castilla y León (España), comarca de Páramos/Sedano y Las Loras, ayuntamiento de Basconcillos del Tozo.
En la localidad nace el río Úrbel, afluente del Arlanzón por su margen derecha. Riega tierras del partido judicial de Burgos y orienta sus aguas de norte a sur.

## Patrimonio Mundial
La UNESCO declara a Las Loras nuevo Geoparque Mundial
Mayo de 2017
La Reserva Mundial de Las Loras, ha sido homologada Geoparque Mundial de la UNESCO tras la aprobación por parte del Consejo Ejecutivo de la Organización de las decisiones adoptadas por el Consejo de Geoparques Mundiales de la UNESCO en su primera reunión, celebrada en septiembre pasado (2016) en Torquay.
De esta manera, el espacio de Las Loras se convierte en el primer geoparque de Castilla y León –y el 11.º de toda España– que entra a formar parte de la Red Mundial de la UNESCO.

## Apellido
El apellido Fuenteúrbel, al igual que Fontúrbel o Fuentúrbel, tienen su origen en la localidad. Por lo tanto se trata de apellidos de toponimia menor. Cuando se habla de topónimos menores, se hace referencia a espacios rurales, aldeas o pueblos.

## Topónimo

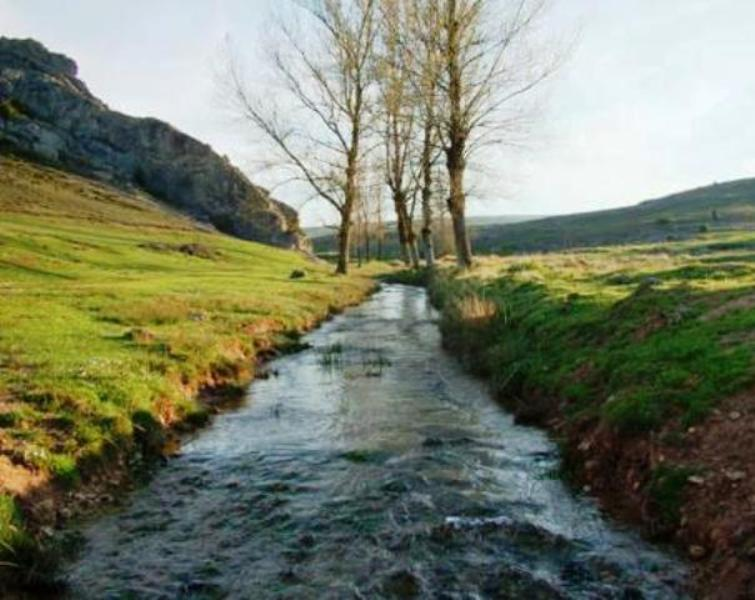
A 100 m de su nacimiento.

- De origen euskera: Urbeltz[2] = "Agua Negra" (ur: "agua", beltz: "negra").

Río Úrbel

Antonio Tovar sugiere partir del étimo *urbeltz 'agua negra' (ur 'agua' + beltz 'negra') para explicar la etimología de la voz «Úrbel». El autor compara nuestro hidrónimo con vocablos como goibel 'cielo oscuro', 'nube': obel (< *o r t z-bel) 'ídem' (133). «Casi seguro –escribe– debe su nombre a colonos vascos en la repoblación, si nos fijamos en que entre los pueblos de la región están Pradilla de Hoz de Arreba, dos Villabáscones en los partidos de Villarcayo y Sedano y un Basconcillos del Tozo en Villadiego» (134).
URBEL

EL TOZO (comarca burgalesa)

La estructura EL TOZO constituye el cognomen de los pueblos Basconcillos, Hoyos, Prádanos, Santa Cruz y Talamillo.

Dado que sólo consta como cognomen, es relativamente difícil documentarlo en fechas anteriores al s. XV. En los documentos posteriores a este siglo aparece invariablemente con la forma actual: Tozo.
Toponimia prerromana de Burgos: II

## Datos generales

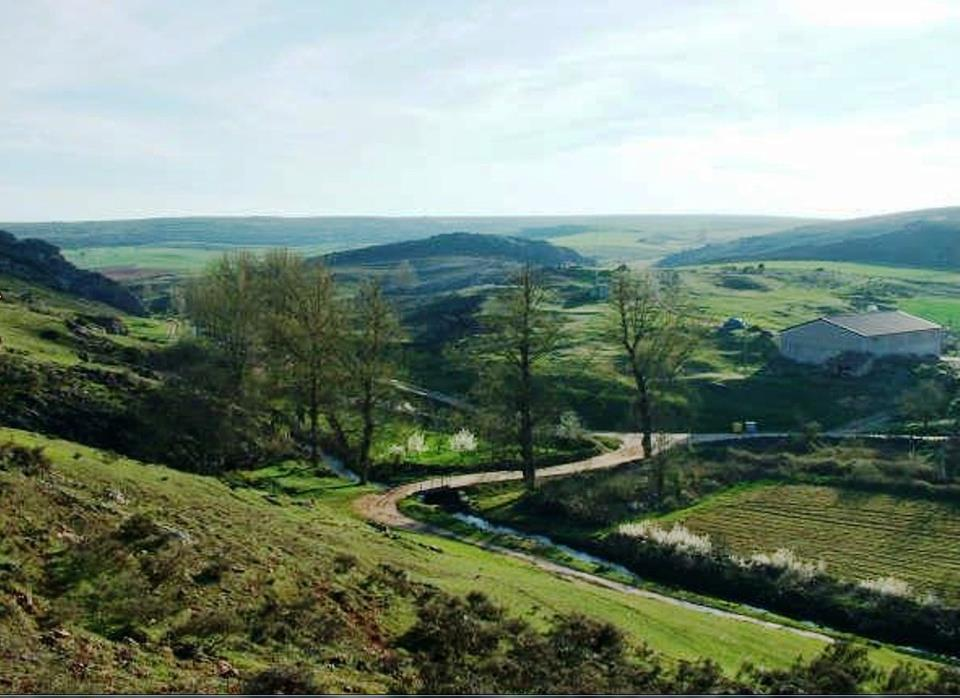
Camino al manantial

En 2022, contaba con 22 habitantes, situado 9,3 km al sudeste de la capital del municipio, Basconcillos del Tozo, junto a la carretera N-627, bañado por el río Úrbel, rodeado por las localidades de La Piedra, Los Valcárceres, Santa Cruz del Tozo, La Rad y Talamillo del Tozo.
Equipamientos de Salud
- Atención Primaria: Consultorio Local
- Zona básica de salud: Villadiego
- Área de salud: Burgos

Figuras de Calidad
Marcas genéricas de calidad (para la práctica totalidad del ámbito geográfico de la comunidad autónoma) que amparan:
- Lechazo de la meseta castellano-leonesa
- Queso castellano
- Setas de Castilla y León
- Artesanía alimentaria

Gastronomía

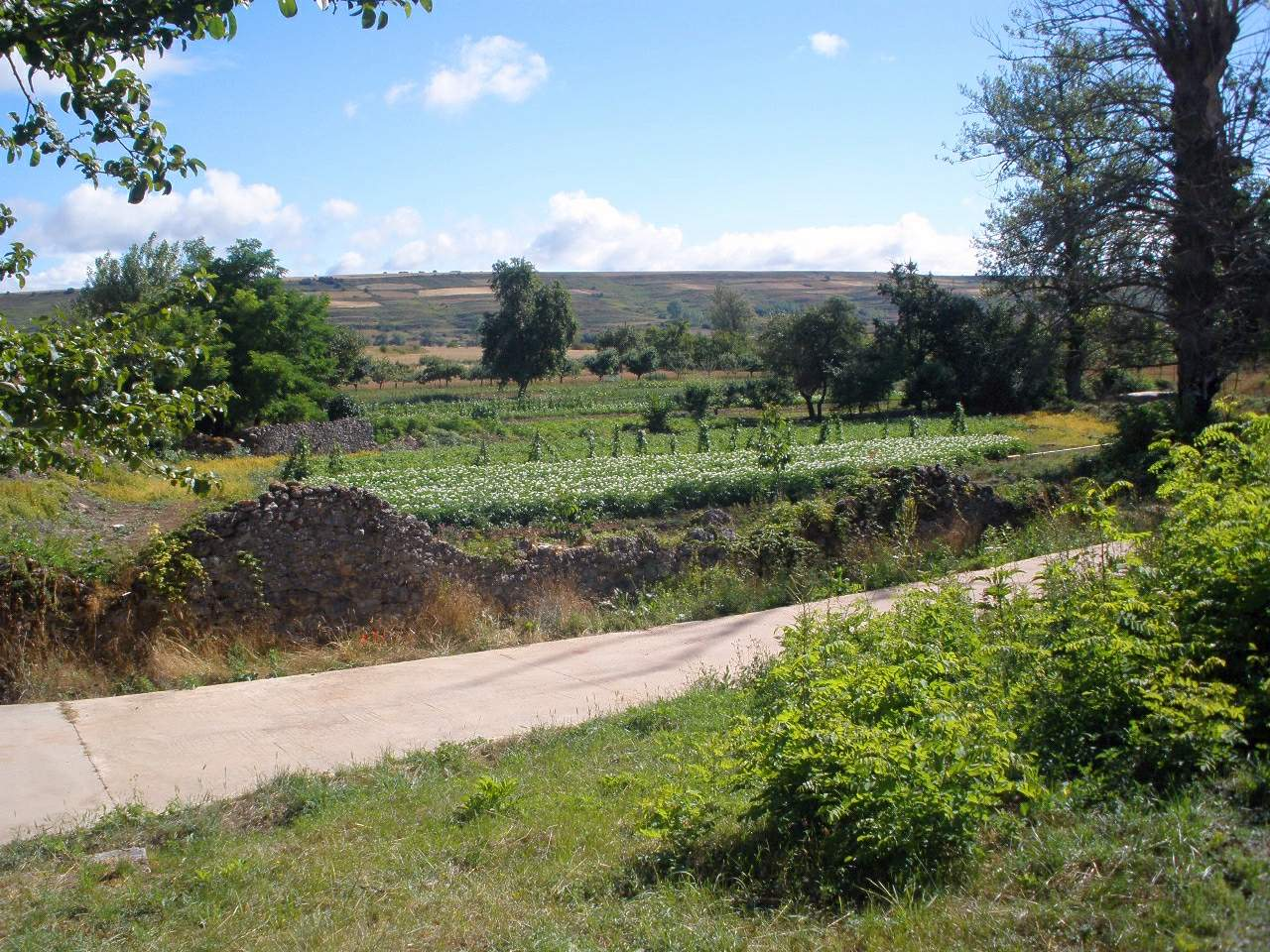
El Bincol y los linares

Entre la gastronomía destacan principalmente los productos más típicos de la provincia burgalesa, como son: 
- La morcilla de Burgos
- El queso fresco
- El lechazo
- La sopa castellana

## Acceso rodado
El acceso rodado desde el exterior al pueblo se realiza desde una carretera  BU-V-6263  conectada con la nacional N-627
- N-627  Burgos – Fuente Urbel (km 44) – Aguilar de Campoo

En proyecto está una nueva autovía que tendrá su punto de partida en Burgos. Se trata de la A-73 que unirá Burgos con la cornisa cantábrica a través de Aguilar de Campoo.
- A-73  Burgos - Fuente Urbel - Aguilar de Campoo.

Transporte público
Fuente Urbel se encuentra a un kilómetro de la carretera N-627 Burgos-Aguilar de Campoo (provincia de Palencia).
Existe una parada de transporte público en el cruce con esta carretera.
Línea de autobús: Burgos – Aguilar de Campoo – Cervera de Pisuerga 
La comunidad autónoma de Castilla y León está desarrollando e implantando un nuevo sistema de gestión del transporte basado en una petición previa del ciudadano, que se denomina "Transporte a la demanda" y que se dirige y organiza desde un "Centro Virtual de Transporte".
Aeropuerto Villafría
Los servicios de transporte aéreo se brindan desde el aeropuerto de Burgos.

## Estructura urbana

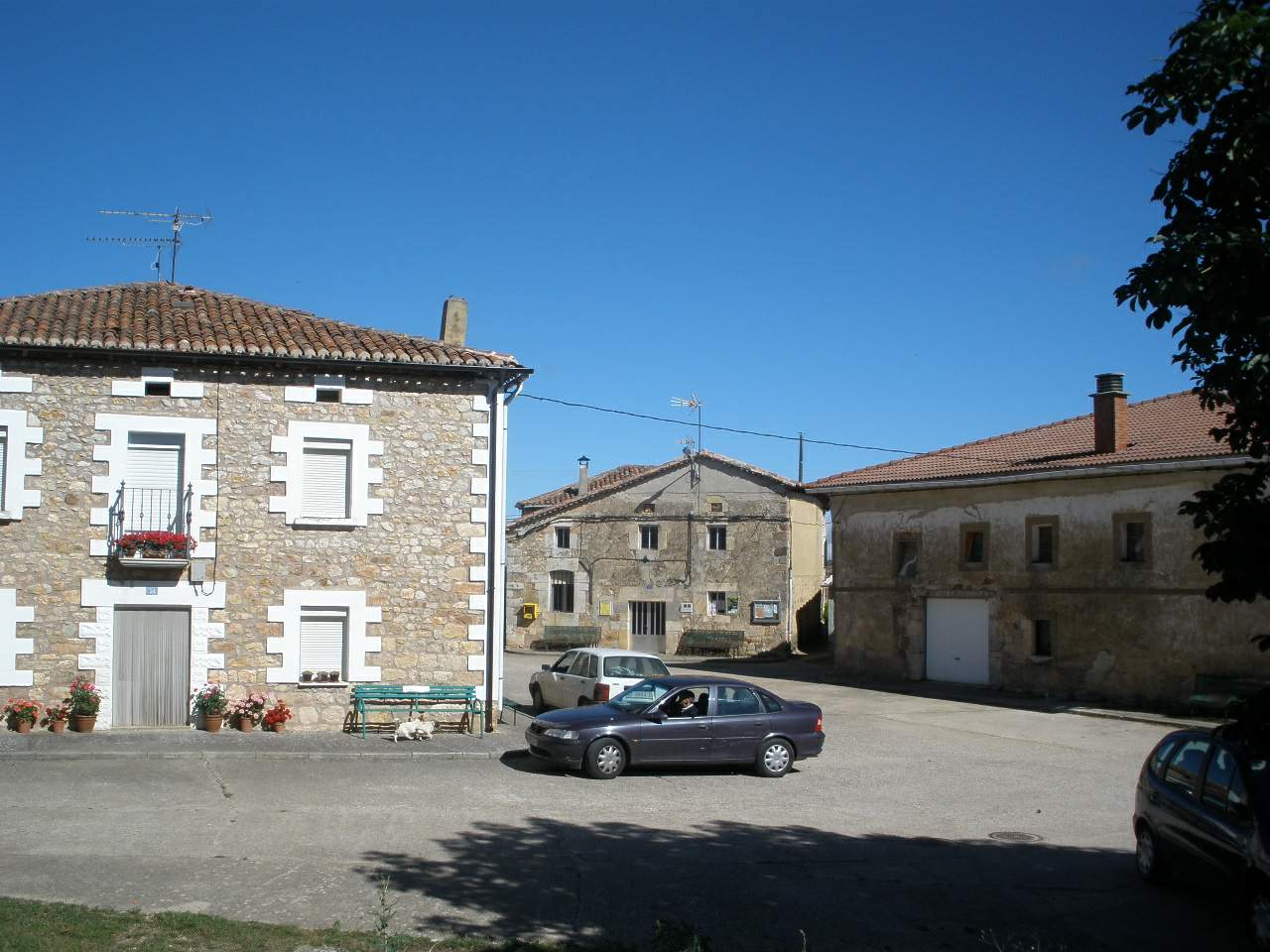
Pequeña plazuela

El núcleo de Fuente Úrbel se sitúa al sur de la carretera nacional N-627, en una zona llana. Las calles se trazan siguiendo las curvas de nivel y el arroyo, se distribuye en dos barrios. 
Son calles estrellas, manzanas compactas con edificaciones con patios, cercados por muros de piedra.
La trama urbana aparece muy consolidada. 
Carece de espacios públicos abiertos, a excepción de una pequeña plazuela, la iglesia se sitúa en el lado este del pueblo. 
Por lo general las parcelas son pequeñas con frentes de fachada inferiores a 10 metros, y de gran fondo.
Tipología constructiva
La construcción típica es la casa de piedra, revocada a excepción de los sillares. También aparecen algunas edificaciones de adobe.

## Economía
La estructura económica se fundamenta en la agricultura. Carece de actividad industrial. 
Dentro de la agricultura, ésta se fundamenta en el cultivo de la patata, y en menor medida del secano, trigo y cebada. 
Existen infraestructuras de regadío para los cultivos de patata. En diferentes variedades de consumo y siembra. 
Es está una de las pocas zonas productoras de España, pues en este caso, el fresco clima veraniego permite obtener un producto de calidad, exento de virosis y enfermedades degenerativas, tan frecuentes en la patata.

## Climatología
El clima es mediterráneo continental, con ciertas influencias atlánticas y con los valores medios climáticos siguientes: De 9° a 12 °C la media del mes más frío, y de 15° a 21 °C la del mes más cálido. La cercanía de la Cordillera Cantábrica, favorece un régimen de precipitaciones más importante que en aéreas próximas situadas más al sur, y la elevada altitud media predispone las precipitaciones de nieve. El otoño y la primavera son las épocas más húmedas en la zona; los veranos son relativamente templados y cortos, con importantes fenómenos tormentosos.

## Edafología
Las tierras de secano ocupan gran parte del término, donde proliferan las tierras labradas (65,30 % de toda la superficie), principalmente destinadas a cebada, trigo y patata.
La superficie roturada supera a la superficie arbolada o destinada a pastos, aun así existen zonas que son incompatibles con los cultivos debido a su orografía adversa.
La superficie arbolada se concentra al suroeste del término.
El régimen de propiedad indica que el arrendamiento tiende a ceder en porcentaje sobre los suelos de propiedad, predominando el agricultor con explotaciones superiores a 100 ha de cultivo.
La concentración parcelaria se ha realizado en todos los terrenos del término.

## Geomorfología
Desde el punto de vista geomorfológico, la zona se encuentra en la Orla Mesozoica Vasco-Cantábrica. El paisaje se caracteriza por la presencia de mesas o loras cretácicas, que conservan en la parte alta restos de superficies de erosión terciaria, entre las que se abren las depresiones originadas por la erosión de los depósitos detríticos de la fase Weald. A través de ella, el río Úrbel discurre en dirección N-S, siguiendo de forma más o menos fiel las estructuras mesozoicas. La morfología de la zona está controlada por la estructura geológica del mesozoico y por el contraste litológico entre capas duras y blandas.
El relieve suele ser invertido, con un gran número de depresiones en los anticlinales y las mesas constituyendo los sinclinales. Un tercer elemento minoritario son las crestas asociadas a fallas o pliegues de las calizas.

## El Tozo

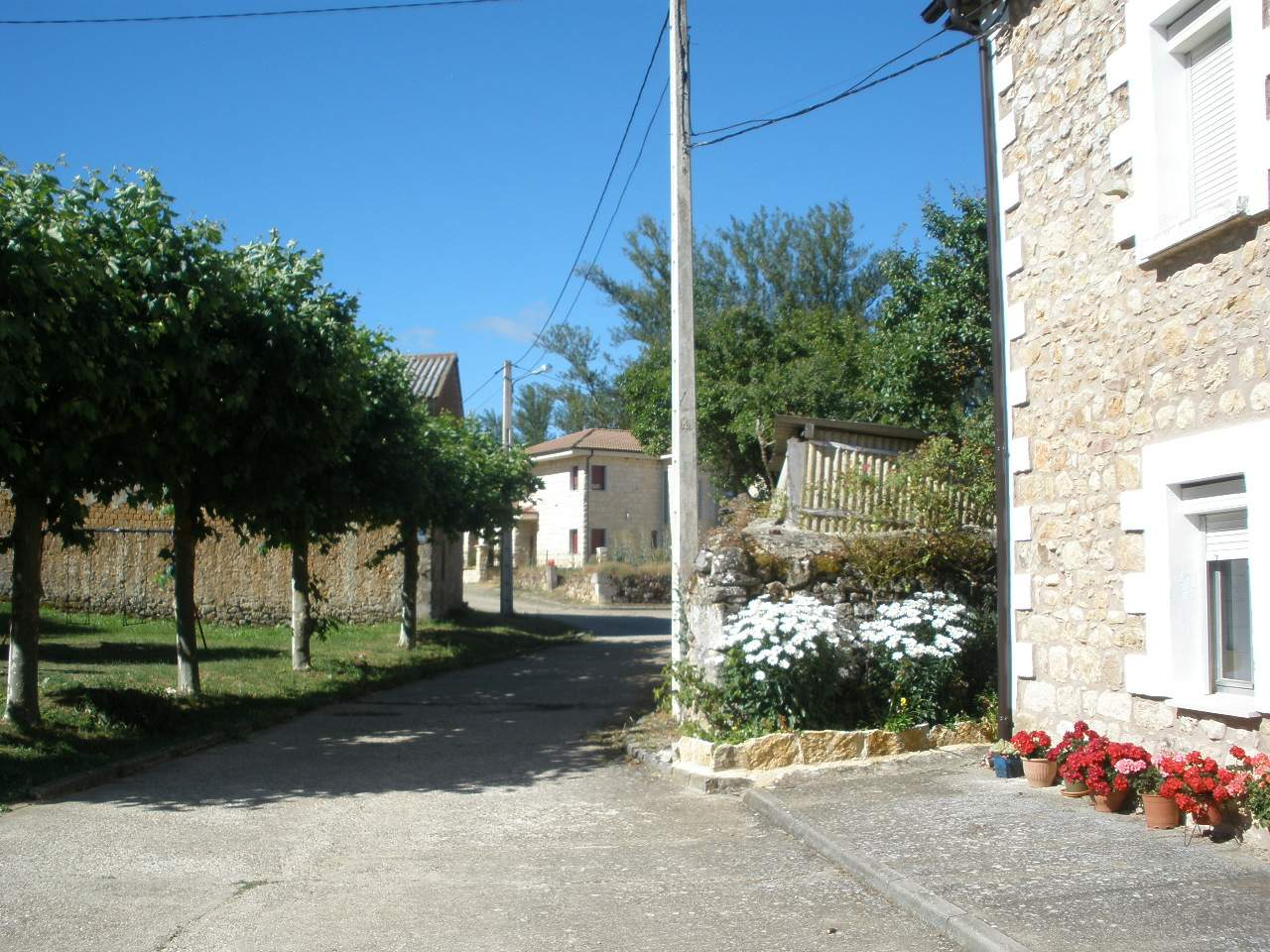
Imágenes de la primavera

El Tozo es el apellido de una comarca administrativa ampliada por la fusión de los Ayuntamientos de Basconcillos del Tozo y La Piedra. Se encuentra a menos de 50 kilómetros de la capital burgalesa, ocupa una superficie de 120,666 km². Es una zona de transición a la montaña y ello se ve reflejado en el clima semi-húmedo y frío, con inviernos fríos, duros y largos, con abundancia de nieves y heladas, y veranos cortos y secos. Con grandes oscilaciones termométricas. La lluvia, bastante abundante, queda muy repartida estacionalmente, con la excepción de un periodo más seco de julio y agosto.
- Acceso rodado

La carretera que une Burgos con Aguilar y que permitió a partir de entonces una mejor comunicación con la capital burgalesa se hizo en el año 1915. Dos años más tarde empezó a funcionar el servicio de coche de línea regular, que en un principio sólo llegaba hasta Santa Cruz.
- La luz eléctrica

Se instaló en el año 1927, cuando desde una pequeña central hidroeléctrica instalada en el valle del Rudrón, próxima a la localidad de Hoyos del Tozo se aportó el alumbrado a un considerable número de pueblos del Tozo, Rudrón y Valdelucio. Esta central proporcionaba pocas horas de energía al día por la poca potencia que en ella se generaba.
- Vía pecuaria

En el término municipal de Basconcillos existe una vía pecuaria denominada “Colada del Camino Real de Burgos a Aguilar”.
Esta vía pecuaria posee una anchura variable y una longitud dentro del término municipal de 17,5 km aproximadamente, siendo su dirección sudoeste-noroeste.
- Éxodo rural

Desde la década de los 60 la zona ha perdido cerca de 1000 habitantes. Esta despoblación en parte se debió a las malas condiciones agrícolas como consecuencia de la calidad y posibilidades de la tierra.

## Red Natura 2000 en la Comunidad de Castilla y León
Declaración de Zonas Especiales de Conservación (ZEC) y de Zonas de Especial Protección para las Aves (ZEPA)
- ZEC-ES4120093-Humada-Peña Amaya

- ZEPA-ES0000192 - Humada - Peña Amaya

- ZEC-ES4120072-Riberas del Río Arlanzón y afluentes Úrbel

Localidades de referencia: Humada, Basconcillos del Tozo, Rebolledo de la Torre y Úrbel del Castillo
Especies por las que se declara ZEPA: alimoche, buitre leonado, aguilucho pálido, aguilucho cenizo y más de 268 catalogadas.
- Cuencas Hidrográficas: Urbel/Duero - Rudrón/Ebro

Entre la comarca de Las Loras y de la Paramera de la Lora está la divisoria (el Tozo) de dos cuencas hidrográficas distintas, la del Duero (Atlántico) en el sector de Las Loras, y la del Ebro (Mediterráneo) en el de la Paramera.
- Urbel

El Tozo cuna del río Úrbel, uno de los más largos de la provincia, que tras recorrer 55 km se une al Arlanzón, afluente del Duero.
- Rudrón

Recorre 42 kilómetros y es el primer afluente del Ebro por su derecha. En los mapas europeos de la Edad Moderna se le incluye en las llamadas Fuentes del Ebro.

## Historia
Prehistoria
Bronce Final II
LA PIEDRA. Fuente-Urbel. 
1) En un lugar indeterminado de esta población se encontró un hacha de bronce con asas laterales y ciertas señales de utilización prehistórica, depositada en la Colección Fontaneda. L. Monteagudo la incluye dentro del tipo 32 C (Pontieux) junto con los ejemplares de Santibáñez de la Sierra (Salamanca), Palencia y otro de algún lugar no precisado de la provincia de Navarra. Las medidas de esta hacha de talón son 183 mm de longitud, por 59 mm de anchura y 26 mm de grosor.
BIBLIOGRAFIA L. MONTEAGUDO, «Die Beile auf der lberischen Halbinsel», P.B.F. Abt. IX, 6, München, 1977, p. 194.
Castro
Hay referencias a un castro cántabro localizado en Fuente Úrbel.
Edad Media

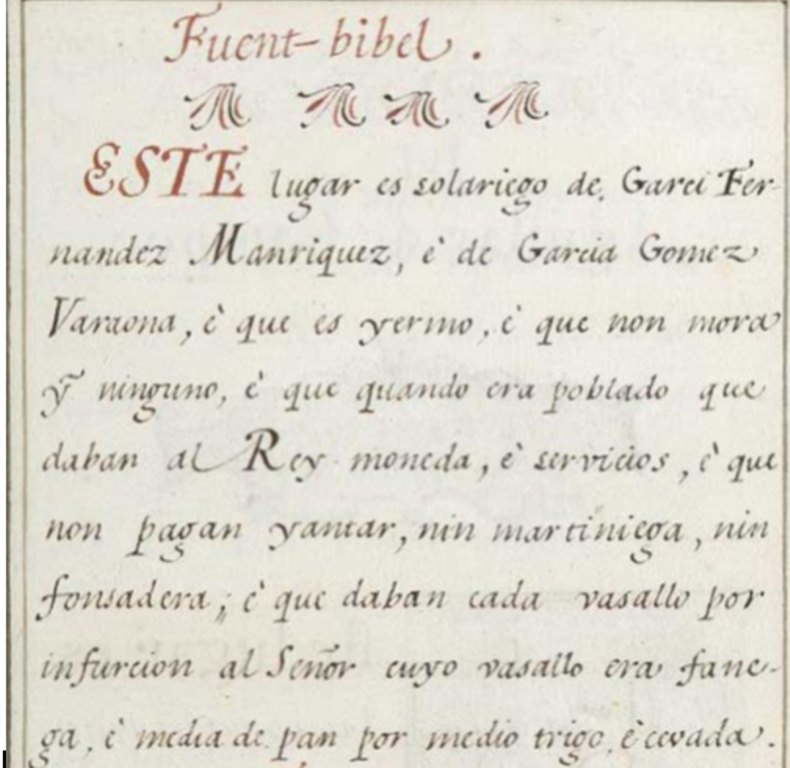
Becerro de las Behetrías de Castilla

En el año 860, el rey Ordoño I manda al conde Rodrigo repoblar la vieja ciudad cántabra de Amaya (conquistada por Augusto, Leovigildo, Tarik y Alfonso I). Su hijo Diego Porcelos fundaría Burgos en 884 y desde entonces Castilla no pararía de extender sus territorios.
La creación de los alfoces es de capital importancia para comprender esta expansión. La misión primordial fue desde el principio militar, participando además en la hueste regia, cuando se les requería para hacer frente a las grandes acometidas del Islam. De esta manera contribuían a la normalización del régimen aldeano y la protección a escala local.
El alfoz de La Piedra, citado en 1029, con otros siete lugares: Talamillo del Tozo, Fuente Urbel del Tozo, Santa Cruz del Tozo, Úrbel del Castillo, Quintana del Pino, La Nuez de Arriba y Montorio, con 11 despoblados más. Tenía este alfoz dos castillos, La Piedra y Urbel, destinados en un principio a cerrar la penetración en el alto curso del río Urbel, recuerdo de la primera línea defensiva del baluarte de los siglos VIII y IX. La cabecera del alfoz era La Piedra, que daba nombre al alfoz.
- A mediados del siglo XIV en el Becerro de Behetrías se nombra lo siguiente a cerca de Fuente Úrbel:

Este lugar es solariego de Garci Fernández Manriquez, é de Garcia Gomez Varaona, é que es yermo, é que non mora y ninguno, é que cuando era poblado que daban al Rey moneda, é servicios, é que non pagan llantar, nin martiniega, nin fonsadera, é que daban cada vasallo por infurción al Señor cuyo vasallo era fanega é media de pan por medio trigo é cevada.
Behetrías de Castilla, 1352

Reyes Católicos

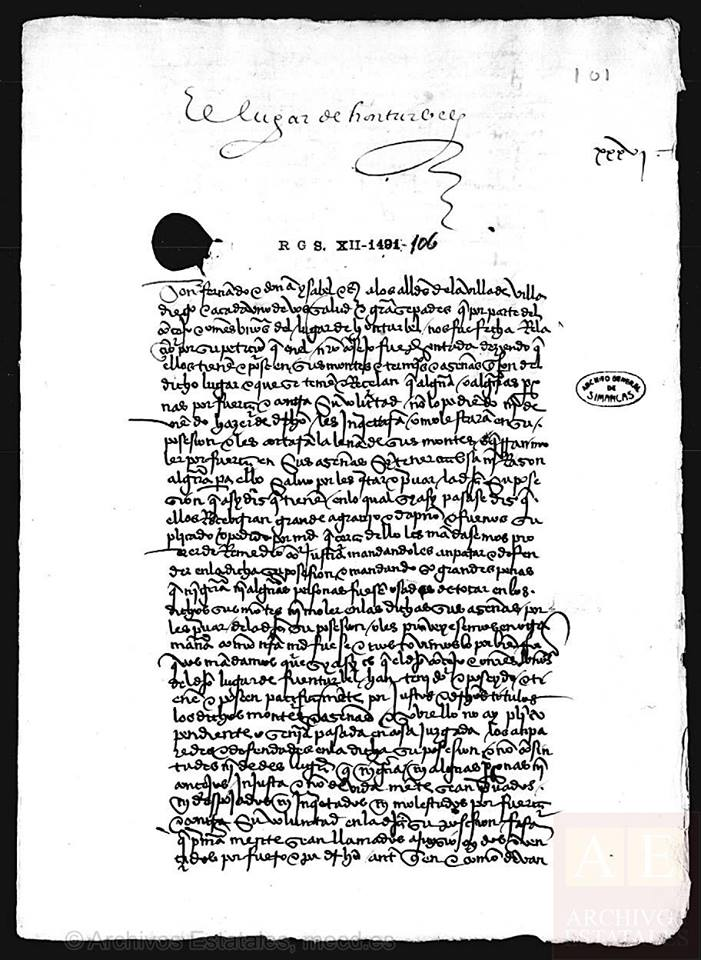
Amparo a Fuente Urbel.

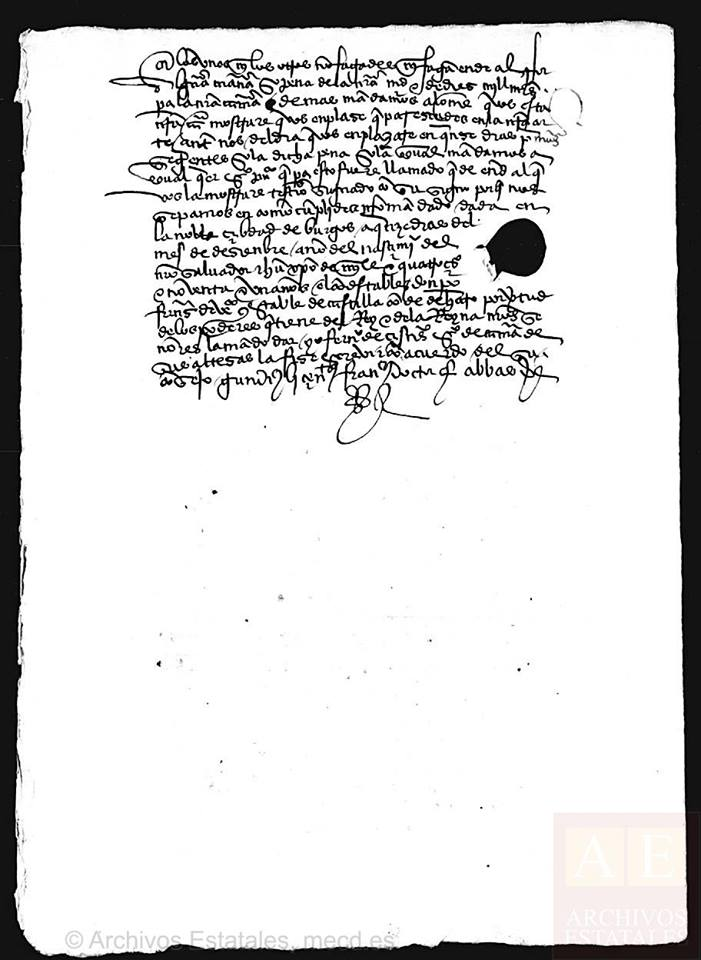
Archivo General de Simancas, RGS, LEG,149112,106

- Fuente Úrbel bajo el reinado de los Reyes Católicos

Los vecinos de esta villa sentían un cierto optimismo al contemplar los horizontes modernos en los que entraban. Se habían blindado con un documento de fuerte contundencia: Recelaron los vecinos de algunas maquinaciones y conjuras de algunos poderosos o envidiosos y solicitaron el amparo de los Reyes Católicos; su Virrey en Castilla, el Condestable (los Reyes apretaban el cerco de Granada) se lo otorgó muy cumplidamente. Los 18 vecinos crecieron en bienestar con obras pías y culturales; por ejemplo, un arca de misericordia con 44 fanegas, una obra para casar huérfanas y una escuelita con sufrido maestro al frente. Parece que este docente actuaba ya en 1741, pero en 1752 solo tres vecinos sabían firmar. Fuente Urbel sentía el orgullo de pertenecer al realengo.

EL LUGAR DE HONTURBEL

Don Fernando y doña Ysabel a los alcaldes de la villa de Villadiego e a cada uno de vos, salud e graçia. Sepades que por parte del conçejo e omes buenos del lugar de Honturbel nos fue fecha relacion por su peticion que en el nuestro consejo fue presentada deziendo que ellos tienen e poseen sus montes e terminos e aseñas que son del dicho lugar e que se temen e reçelan que alguna o algunas personas por fuerça e contra su voluntad non lo podieren nin deveren de hazer de derecho les inquetaran o molestaran en su posesion e les cortaran la leña de sus montes e querran moler por fuerça en sus aseñas sin tener cabsa nin rason alguna para ello salvo por les quitar o privar la dicha su posesion que asy dis que tienen. En lo cual si asy pasase dis que ellos recebirian grande agravio e dapño e fue nos suplicado lo pedido por merçed que carta dello les mandasemos proveer de remedio con justiçia mandandoles anparar e defender en la dicha su posesion e mandando so grandes penas que ninguna nin algunas personas fuesen osadas de tocar en los dichos sus montes nin moler en las dichas sus aseñas por les privar de la dicha su posesion o les proveyesemos en otra manera como nuestra merçed fuese. E nos tovimoslo por bien por que vos mandamos que sy asy es que el dicho conçejo e omes buenos del dicho lugar de Fuenturbel han tenido e poseydo e tienen e poseen paçificamente por justos dichos títulos los dichos montes e aseñas e sobrello no ay pleito pendiente o sentencia pasada en cosa juzgada, los anparedes e defendades en la dicha su posesion e non consintades nin dedes lugar que ninguna nin algunas personas nin concejos injusta e non devidamente sean privados nin despojados nin inquietados nin molestados por fuerça e contra su voluntad en la dicha su posesion. Fagan que primeramente sean llamados a juysio ay dos e ventidos por fuero e por derecho ante quien e como devan.
E los unos nin los otros non fagades nin fagan ende al por ninguna manera so pena de la nuestra merçed de dies mill maravedís para la nuestra camara e demas mandamos al ome que esta nuestra carta mostrare que vos enplase que parescades en la nuestra corte ante nos del dia que vos enplazare en quinse dias primeros seguientes so la dicha pena so la qual mandamos a qualquier escrivano publico que para esto fuere llamado que de ende al que vos la mostrare testimonio signado con su signo por que nos sepamos en como cumplidere nuestro mandado. Dada en la noble çibdad de Burgos a quinze dias del mes de desienbre año del nasçimiento del nuestro Salvador Jesucristo de mill e quatroçientos e noventa e un años. El condestable don Pedro Fernandez de Velasco, condestable de Castilla, conde de Haro, por virtud de los poderes que tiene del Rey e de la Reyna nuestros señores la mando dar. Yo Fernando de ¿? escrivano de camara de sus altesas la fise escrevir con acuerdo del su consejo (firmas).
UCM: Facultad de Geografía e Historia. Isabel Callejas Martín Traducción

### Edad Contemporánea
Lugar que formaba parte de la Cuadrilla del Tozo en el Partido de Villadiego, uno de los catorce que formaban la Intendencia de Burgos durante el periodo comprendido entre 1785 y 1833, en el Censo de Floridablanca de 1787, jurisdicción de señorío siendo su titular el duque de Frías, con alcalde pedáneo.
Antiguo municipio de Castilla la Vieja en el partido de Villadiego, con código INE- 095048.

FUENTEURBEL: l. con ayunt. en la prov., dióc., aud. terr. y c. g. de Burgos (7 leg.), part. jud. de Sedano (3). SlT. en una llanura bastante húmeda, cuyo CLIMA es frio, reinando por lo regular el viento N., y siendo las enfermedades más comunes las fiebres catarrales. Tiene 13 CASAS con la consistorial, 1 escuela de primeras letras, concurrida por 10 ó 12 alumnos, cuyo maestro no disfruta mas dotación que 40 fan. de trigo, que le pagan los padres de aquellos; 1 igl. parr. (la Purificación de Ntra. Sra.) , servida por un cura párroco y un sacristán, 1 ermita (la Purísima Concepción) dentro del pueblo, situada en un campo y por último 1 cementerio y 6 fuentes en el térm. Este confina N. La Rad; E. los Valcarceres; S. La Piedra, y O. Talamillo. El TERRENO es corto y de mala calidad, cruzándolo el r. Urbel que nace de la fuente del mismo nombre, á corta distancia del pueblo por medio del cual pasa; hay también un monte poblado de robles bastante corpulentos y viejos. CAMINOS: solo hay uno en no muy buen estado que conduce á Reinosa. CORREOS: la correspondencia se recibo de Burgos por el valijero de Villadiego los miércoles y sábados, saliendo los mismos días. PROD.: trigo, comuña, centeno, cebada, yeros, avena, lino, patatas y algunas legumbres; ganado lanar y vacuno; caza de perdices codornices y liebres, aunque pocas, y pesca de cangrejos. IND.: la agrícola y un molino harinero. POBL.: 11 vec., 41 alm. CAP. PROD.; 215,420 rs. IMP.: 21,237. CONTR.: 1,158 rs. 24. mrs. El PRESUPUESTO MUNlClPAL asciende á 89 rs. y se cubre con los productos de propios.
Diccionario geográfico-estadístico de España y sus posesiones de Ultramar, Pascual Madoz. Madrid, 1845

- En el censo de 1842 contaba con 11 hogares y 40 vecinos.
- Entre el censo de 1857 y el anterior, este municipio desapareció porque se integró en el municipio 09264 La Piedra.
- Estadística Diocesana: Según la primera Estadística Diocesana realizada en el 1858, Fuente Urbel tenía 110 almas.

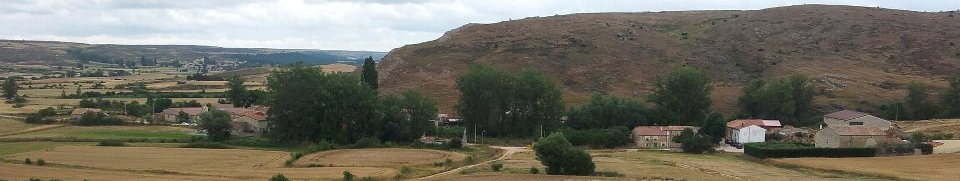
El Alto las Cruces de fondo

## Parroquia

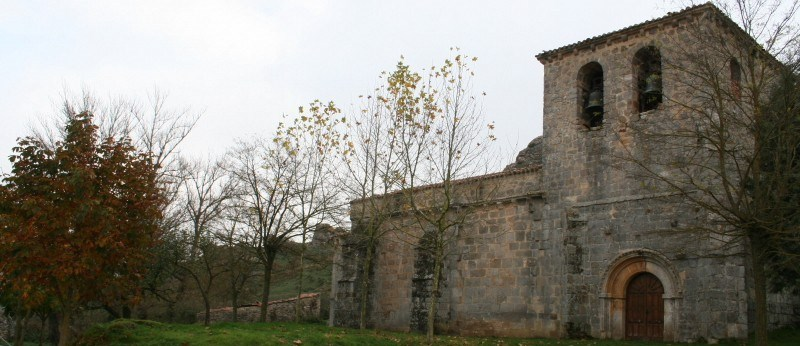
Siglo XII

- Fuente Urbel está documentado por primera vez en 1192 entre las posesiones con que fue dotado el monasterio de Santa Cruz de Valcárcel.

Doña Elo hace libre el monasterio de Valcárcel y le dota con los bienes que poseía en varios pueblos de tierra de Villadiego y riberas del Pisuerga. - noviembre de 1192

“… dono et ex toto corde concedo monasterium Sancte Crucis de Vallecarceris cum ómnibus pertinenciis suis et di recturis conventui sive congregationi Sanctimonialum, sub abitu et regula Sancti Benedicti in ipso monasterio conversancium, ita ut ipse moniales et earum succesores semper liberum illud habeant et eseptum ab omni iuredicionis tocius mee parentele, et cuiuslibet hominis secularis, excepta regum potencia qui Semper monasterium regant et sicut decet reges iusticie deffendant. Do etiam prefato monasterio omnem hereditatem quam sorte habeo de patre meo, sive comparatione sive pignoribus, quamtamcumque aquirere potui in ipsa Vallecarceris de pinna ad aliam pianam, et de moneca usque ad portellum de Falcon, qui est inter Portam 1 et Terradellos 2, solares videlicet populalos et heremos, montes et fontes, prata, pomeria, ortos et nemora, cum ómnibus omnino directuris et pertinenciis que mihi pertinent infra términos nominatos. Adicio etiam dando monasterio pertaxato cunctam hereditatem quam in Platanis 3 et in Varrio de Panizares 4 possideo, el monasterium Sancti Vincenti de Urbel 5 cum omnia hereditate, et illam que est in Sancto Adriano sito inter Frexnos, todo lo de Montorio 6 e in…

Don Ordoño y su mujer Doña María empeñan á favor de Doña Elo la hacienda que tenían en Valcárcel y San Vicente de Urbel por cien maravedíes.  — Año de 1203.

 “ … Ego Don Ordono et uxor mea Doña María enpignoramus la heredat de Valcárcel et de Sant Viscente de Urbel, en monte et in fonte, solares et eras, et vuertos et molinos, prados et exitus, quanto heredo et teingo en iuro et en poder enpeño ad vos Don Helo, por C. moravedis, buenos e dereieros; et si Don Ordono quisiere quitar  esta eredat el vivo sediendo ad el; et sinon á suos filios et su madre qual viniere primero qui de los maravedís…”
Luciano Serrano, O.S.B. Abad de Silos

Hacia finales del siglo XIV o comienzos del siglo XV se reformó la nave, construyéndose en esos momentos las bóvedas de crucería octopartita que se pueden ver en su interior, así como los contrafuertes del lado norte. Por último, en el siglo XVI, se añadieron el tramo de los pies y la torre. 
 (enlace roto disponible en Internet Archive; véase el historial, la primera versión y la última).
Fuenteúrbel: Entorno Insospechado

 Fuenteúrbel no es sólo singular por el peculiar trabajo de los artistas que esculpieron sus capiteles, arcos y canecillos; es sobre todo excepcional por el mensaje que tales artífices nos dejaron. En Fuenteúrbel, en su iglesia, el programa iconográfico es único y trascendental, su mensaje deja constancia del triunfo de la cultura cristiana romana sobre la cultura celta, no hay otra iglesia con tal contenido. Fuenteurbel, cuya necesaria visita se justifica por la falta de información al respecto, es un homenaje a lo celta y al cristianismo romano sincretizador. 
Miguel A. Martín García. Madrid, 2007

La Leyenda de Las Aguas Negras

 Nuevamente Don Fernando Ezquerra Lapetra vuelve a sorprendernos con un apasionante relato medieval, esta vez sobre el enigmático templo románico de Fuente Urbel (Bu), eternamente cerrado a las visitas. 
Fernando Ezquerra Lapetra

|                                |
| Peregrinatio Propter Christum. |

|             |
| Cú Chulainn |

|       |
| Dagda |

|         |
| Samhain |

- Archidiócesis de Burgos
- Arciprestazgo San Juan de Ortega
- Párroco: Carlos Saldaña Fontaneda

Fiestas

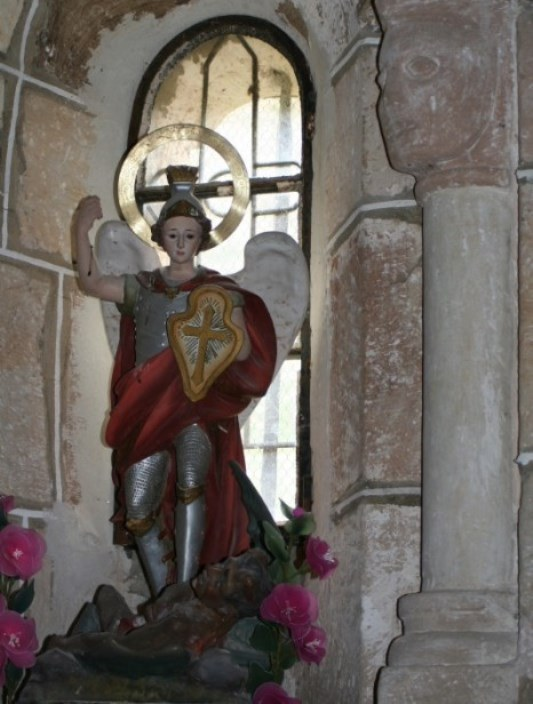
San Miguel y el Comitente

San Miguel Arcángel: 29 de septiembre.
- El día antes se daba los pasacalles con la orquesta tocando por todo el pueblo.

- El día 29, por la mañana, se recorría todo el pueblo y en cada casa se tocaba una música corta y movida.

Último sábado de mayo.
- También se celebraban las fiestas del “último sábado de mayo”, con tornear de campanas, música, bailes, comilonas y cohetes.

## Ermita (ruinas)
- Titular: Inmaculada Concepción

La ermita se ubica en la vega de la margen izquierda del río Úrbel, dentro del casco urbano de Fuente Úrbel, cuyo caserío está situado 500 m del nacimiento del río. 
Se trata de un edificio de una nave rectangular de 10 metros de largo por 6 de ancho y de cabecera cuadrada de 4 metros de lado, orientada al este. La fábrica de los muros es de sillarejo de piedra arenisca con sillares en las esquinas. La puerta adintelada se abre en la fachada sur. La cabecera ligeramente remetida, conserva una bóveda de cañón, mientras que la cubierta de la nave se encuentra caída. 
Dato importante es que fue construida en 1650 por el cura Domingo de Álvaro quien era beneficiario de Fuente Úrbel y de San Mamés de Abar, además de Comisario del Santo Oficio en la región y que estaba dedicada a la Inmaculada Concepción.

## Elementos Protegidos de Interés Cultural
- Iglesia parroquial[14]

- Ermita[14]

- Yacimiento bajomedieval cristiano: Las Bañadas[15]

## Elementos de interés local

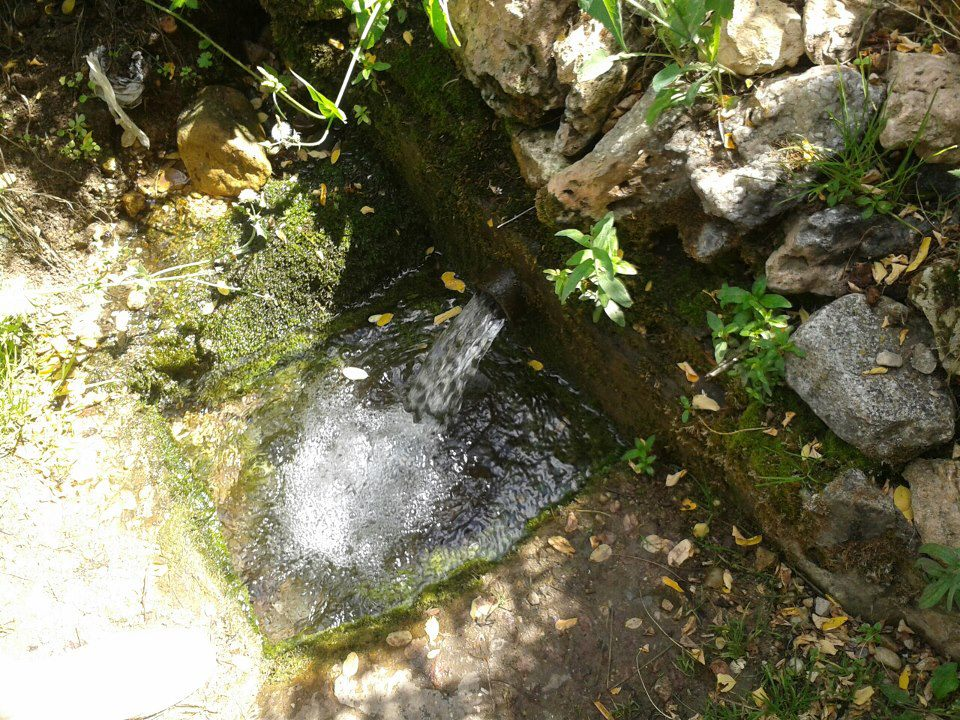
La Fuente

- Juego de Bolos
- Cueva San Blas: El Potro
- La Fuente
- El Molinejo
- La Peña San Martín
- Pozo de Las Cardeñosas
- El Manantial

## Destino turístico

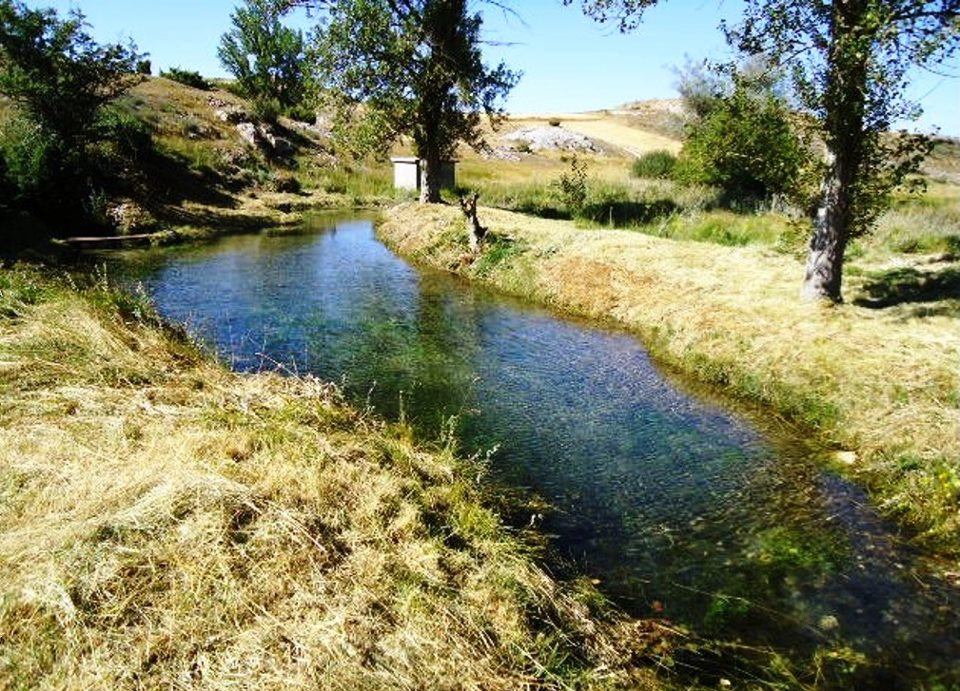
Al nacer se hace laguna

Espacios naturales protegidos (incluida Red Natura 2000)
- LIC: Humada-Peña Amaya (ES4120093)
- LIC: Riberas del río Arlanzón y afluentes (ES4120072)
- ZEPA: Humada-Peña Amaya (ES0000192)
- Limita al Norte: parque natural de Hoces del Alto Ebro y Rudrón

Arte
- Románico

Patrimonio geológico
- Sección jurásica y meandros del Río Urbel
- Reserva Geológica de Las Loras[16]